# Eryk Sieiński
Eryk Sieiński (ur. 17 sierpnia 1941) – polski architekt.

## Życiorys
Absolwent Wydziału Architektury Politechniki Wrocławskiej, członek Stowarzyszenia Architektów RP.
Po ukończeniu studiów pracował w Opolu i Wrocławiu, od 1972 związany z Wielkopolską. Jest autorem projektów wielu osiedli mieszkaniowych, w tym osiedli „Zatorze” w Koninie, „Helenki” w Śremie, Obornikach Wlkp., Ostrowie Wlkp., Nowym Tomyślu, Poznaniu oraz Międzychodzie. Zaprojektował znaczną liczbę obiektów w Swarzędzu: osiedle Północe, wille miejskie na os. Działyńskiego, osiedle przy ul. Zamkowej, kaplica pw. Matki Bożej Ostrobramskiej na os. Kościuszkowców, a także budynek Banku PKO BP przy ul. Cieszkowskiego.
Zajmuje się także podróżami i malarstwem.
Jego projekty były wielokrotnie nagradzane przez SARP. W 1998 roku otrzymał Indywidualną Nagrodę Wojewódzką Województwa Poznańskiego, a w 2012 roku Nagrodę Honorową Poznańskiego Oddziału SARP. W 1994 roku został odznaczony Złotą Odznaką SARP. 